# Dammalli, Hirekerur
Dammalli là một làng thuộc tehsil Hirekerur, huyện Haveri, bang Karnataka, Ấn Độ.